# بلنسية

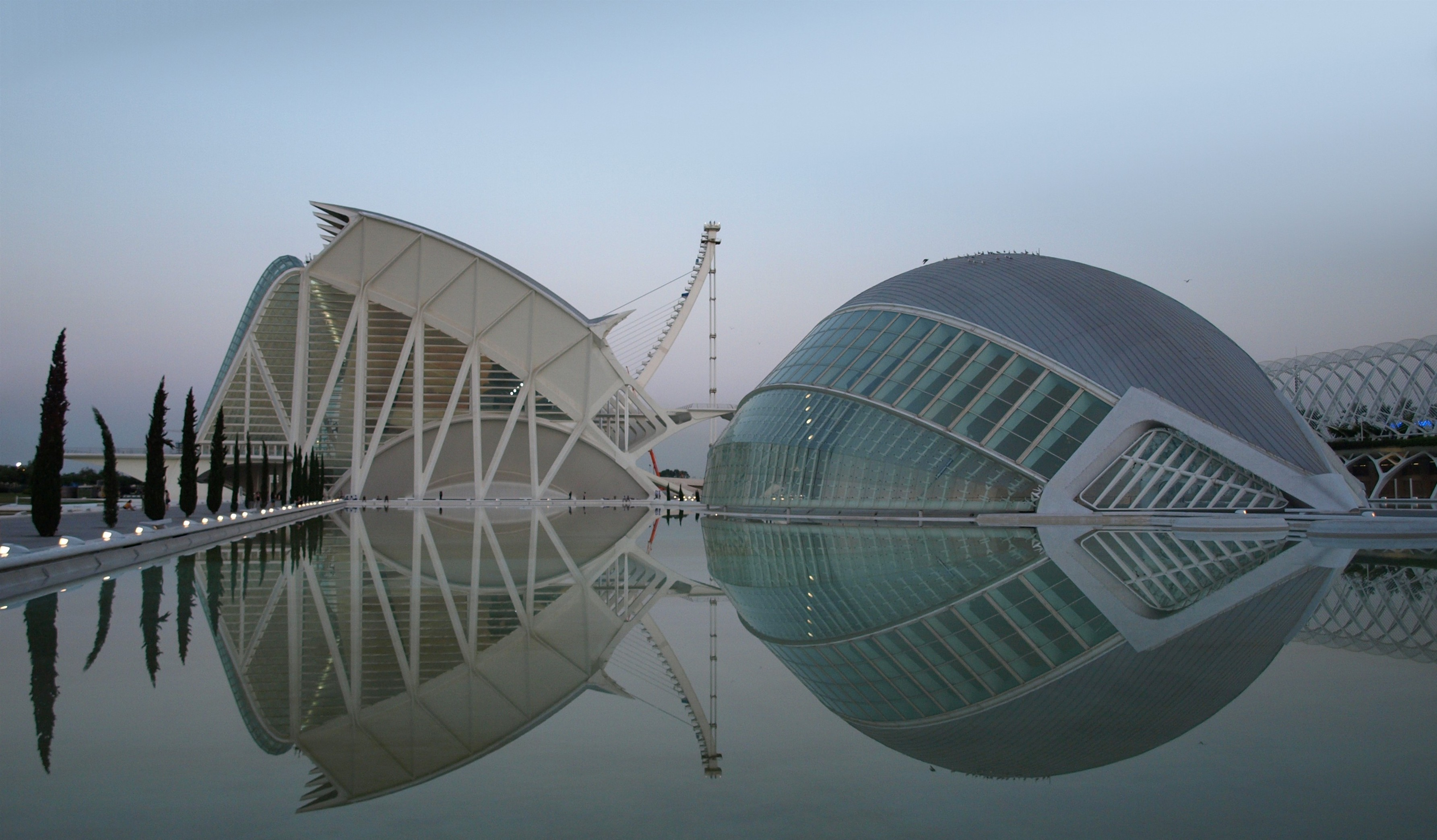
متحف الفنون الملكة صوفيا

بَلَنْسِيَة (بالإسبانية: Valencia) هي عاصمة المقاطعة ومنطقة الحكم الذاتي التي تحمل نفس الاسم في إسبانيا. تحتل بلدية بلنسية المركز الثالث فيما يتعلق بالتعداد السكاني، إذ يبلغ عدد سكانها 807,693 نسمة (2023)؛ يعيش 2,522,383 نسمة داخل المنطقة الحضرية. تقع بلنسية على ضفاف نهر وادي الأبيض، على الساحل الشرقي لشبه الجزيرة الأيبيرية في البحر الأبيض المتوسط.
تأسست بلنسية كمستعمرة رومانية في عام 138 قبل الميلاد تحت اسم فالينتيا إديتانوروم. بعد سقوط الإمبراطورية الرومانية الغربية، أصبحت بلنسية جزءًا من مملكة القوط الغربية في الفترة الممتدة بين عامي 546 إلى 711 م. جاء الحكم الإسلامي والتطبع الثقافي في القرن الثامن، إلى جانب إدخال أنظمة الري والمحاصيل الجديدة. حدث الغزو المسيحي الأرغوني في عام 1238، لتصبح المدينة بعد ذلك عاصمة مملكة بلنسية. شهد عدد السكان في بلنسية تزايدًا كبيرًا في القرن الخامس عشر، إذ يعود ذلك إلى ازدهار التجارة مع بقية شبه الجزيرة الإيبيرية والموانئ الإيطالية وغيرها من المواقع المطلة على البحر الأبيض المتوسط، لتصبح بلنسية بحلول نهاية القرن واحدة من أكبر المدن الأوروبية. بعد تدهور النشاط الاقتصادي للمدينة نتيجة نشوء التجارة العالمية عبر المحيط الأطلسي وتراجع شبكات التجارة العالمية عبر البحر الأبيض المتوسط، فضلًا عن انعدام الأمن الناجم عن القرصنة البربرية في القرن السادس عشر، واجه نشاط بلنسية الاقتصادي أزمة بالتزامن مع طرد الموريسكيين من إسبانيا في عام 1609. تحولت المدينة بعد ذلك إلى مركز رئيسي لتصنيع الحرير في القرن الثامن عشر. خلال الحرب الأهلية الإسبانية، اعتُبرت بلنسية بمثابة المركز العرضي للحكومة الإسبانية بين عامي 1936 و1937.
يحتل ميناء بلنسية المرتبة الخامسة كأكثر موانئ الحاويات ازدحامًا في أوروبا والمرتبة الثانية كأكثر موانئ الحاويات ازدحامًا على البحر الأبيض المتوسط. صُنفت بلنسية كمدينة عالمية على مستوى غاما بواسطة شبكة بحث العولمة والمدن العالمية. يُعتبر مركز المدينة التاريخي أحد أكبر المراكز التاريخية في إسبانيا، إذ يمتد على مساحة ما يقارب 169 هكتار (420 فدان). بفضل تاريخها العريق، تتمتع بلنسية بمجموعة من الاحتفالات والتقاليد، مثل مهرجان فاليس (أو فاياس)، الذي أعلنته إسبانيا مهرجانًا ذا أهمية سياحية وطنية في عام 1965 وذكرته اليونسكو كتراث ثقافي غير مادي في نوفمبر 2016. في عام 2022، احتلت المدينة المركز الأول باعتبارها الوجهة الأولى للمغتربين حول العالم، بالاستناد إلى عدد من المعايير مثل جودة الحياة والقدرة على تحمل التكاليف. وقع الاختيار على بلنسية أيضًا كعاصمة أوروبية للرياضة في عام 2011، وعاصمة التصميم العالمية في عام 2022 والعاصمة الأوروبية الخضراء في عام 2024.

## التسمية
كان الاسم اللاتيني الأصلي للمدينة هو فالنتيا "Valentia" والتي تعني القوة والبسالة، بسبب الممارسة الرومانية في التعرف على شجاعة الجنود الرومان السابقين بعد الحرب.
أثناء حكم الممالك الإسلامية، لم يساير المٌسلمون الإسبان في إطلاق الاسم الأسباني على تلك المدينة، بل غيروا بعض حروفه وأدخلوا تعديلًا على رسمه فأصبح «بُلَنْسِية»، وأوردوه بهذا الرسم في مؤلفاتهم التاريخية والجغرافية. وصفها المُسلمون بـ «مدينة التراب» بسبب كثرة التراب لاتساع محارثها ومزارعها.

## لمحة تاريخية

### المستعمرة الرومانية
تُعد بلنسية واحدة من أقدم المدن في إسبانيا، إذ يرجع تأسيسها إلى العصر الروماني حوالي عام 138 قبل الميلاد تحت اسم فالينتيا إديتانوروم. بعد بضعة قرون على تأسيسها، ونتيجة لفراغ السلطة الذي خلّفه سقوط إدارة الإمبراطورية الرومانية، تولت الكنيسة الكاثوليكية السلطة في مدينة بلنسية، بالتزامن مع قدوم الموجات الأولى من الشعوب الجرمانية الغازية (السويبيين، والوندال، والآلان وفي وقت لاحق القوط الغربيين).

### العصور الوسطى
بعد سقوط الإمبراطورية الرومانية الغربية، أصبحت بلنسية جزءًا من مملكة القوط الغربيين في الفترة الممتدة بين عامي 546 و711 م. استسلمت المدينة للغزاة الموريين حوالي عام 714 م. دمّر عبد الرحمن الأول مدينة بلنسية القديمة بحلول عامي 788 و789 م. منذ ذلك الحين، ارتبط اسم فالانسيا (المعرّب إلى بلنسية) بالمنطقة الأوسع أكثر من ارتباطه بالمدينة، التي أُشير إليها في المقام الأول باسم مدينة التراب وتراجعت أهميتها بالنتيجة طوال هذه الفترة. خلال الفترة الأميرية، تعرضت المنطقة المحيطة، التي تخضع لسطوة زعماء البربر، لمحاولات مستمرة من التمرد. مع بداية فتنة الأندلس، أصبحت بلنسية مركزًا لإمارة مستقلة بحد ذاتها، طائفة بلنسية. خضعت بلنسية في البداية لسيطرة الخصيان، لتخضع بعد ذلك لسيطرة عبد العزيز (حفيد المنصور) بعد عام 1021. شهدت بلنسية تطورًا حضريًا هامًا في تلك الفترة. عاش العديد من اليهود في بلنسية، بما في ذلك الشاعر اليهودي البارز سليمان بن جبيرول، الذي قضى سنواته الأخيرة في المدينة. في أعقاب الهجوم المدمر الذي شنته القوات القشتالية الليونية في مطلع عام 1065، أصبحت المنطقة خاضعة لسيطرة طائفة طليطلة، وبعد سقوط الأخيرة في عام 1085، أصبحت المنطقة تابعة لوصاية «السيد». اندلعت عمليات التمرد في عام 1092، لتنتهي بتسليم المدينة إلى المرابطين ما اضطر السيد للاستيلاء على المدينة بالقوة في عام 1094، ليؤسس إمارته الخاصة منذ ذلك الحين.
بعد إخلاء المدينة في عام 1102، تولى المرابطون السيطرة عليها مرة أخرى. مع انهيار إمبراطورية المرابطين في منتصف القرن الثاني عشر، نجح ابن مردانيش في السيطرة على شرق الأندلس، ليؤسس بدوره إمارة مستقلة مركزها مرسية، إذ أصلحت بلنسية جزءًا من هذه الإمارة، التي استطاعت مقاومة الموحدين حتى عام 1172. خلال حكم الموحدين، بلغ عدد سكان المدينة على الأرجح ما يقارب 20 ألف نسمة. بالتزامن مع سقوط المدينة لجيمس الأول ملك أراغون، شكل السكان اليهود ما يقارب 7 في المائة من إجمالي السكان.
في عام 1238، بجيشه المكون من الأراغونيين، والكتالونيين، والنافاريين والصليبيين من فرسان قلعة رباح، حاصر جيمس الأول ملك أراغون مدينة بلنسية ليجبر المدينة على الاستسلام في 28 سبتمبر. أدى ذلك إلى إجبار خمسين ألف شخص من الموريين على الرحيل.
في منتصف القرن الرابع عشر، عانت المدينة من العديد من المشاكل الخطرة، بما في ذلك إبادة السكان بعد تفشي الطاعون الأسود في عام 1348 والأعوام اللاحقة المليئة بالأوبئة – بالإضافة إلى سلسلة من الحروب وأعمال الشغب التي تلت ذلك. في عام 1391، لاقى الحي اليهودي دمارًا شاملًا في مذبحة مدبرة معروفة باسم «بوغروم».
شجع التجار الجنويون توسيع زراعة التوت الأبيض في المنطقة بحلول أواخر القرن الرابع عشر، وأدخلوا إليها بعض التقنيات المبتكرة لتصنيع الحرير. أصبحت المدينة بفضل ذلك مركزًا لإنتاج التوت، واعتُبرت، على الأقل لفترة وجيزة، مركزًا رئيسيًا لصناعة الحرير. أصبح المجتمع الجنوي في بلنسية – التجار، والحرفيون والعمال، إلى جانب المجتمع الإشبيلي، من أهم المجتمعات القائمة في شبه الجزيرة الأيبيرية.
في عام 1407، بشكل مشابه لمؤسسة برشلونة التي أُسست قبل بضعة أعوام، أسست مدينة بلنسية تاولا دي كانفي (بنك البلدية العام)، على الرغم من تحقيقه نجاحات محدودة فقط في البداية.
تميز القرن الخامس عشر بالتوسع الاقتصادي، إذ عُرف باسم عصر بلنسية الذهبي، الذي ازدهرت خلاله الثقافة والفنون. احتلت بلنسية نتيجة النمو السكاني المرافق لفترة الازدهار المركز الأول باعتبارها المدينة ذات التعداد السكاني الأكبر في تاج أراغون. شهدت فترة أواخر العصور الوسطى بناء بعض المباني البارزة في المدينة، بما في ذلك أبراج سيرانوس، ومباني سوق الحرير، وبرج ميغيليتي وكنيسة الملوك في دير سانت دومينيك. فيما يتعلق بالرسم والنحت، كان للاتجاهين الفلمنكي والإيطالي تأثير واضح على فناني بلنسية.
في القرن الخامس عشر، أصبحت بلنسية مركزًا رئيسيًا لتجارة الرقيق، بعد لشبونة في الغرب، ما أدى إلى تأسيس المحور التجاري بين لشبونة، وإشبيلية وبلنسية بحلول النصف الثاني من القرن مدعومًا بتجارة الرقيق البرتغالية الناشئة التي ظهرت في غرب إفريقيا. بحلول نهاية القرن الخامس عشر، أصبحت بلنسية واحدة من أكبر المدن الأوروبية، إذ احتلت المرتبة الأولى باعتبارها المدينة ذات التعداد السكاني الأكبر في المملكة الإسبانية والمرتبة الثانية بعد لشبونة في شبه الجزيرة الإيبيرية.

### التاريخ الحديث
وسط الفراغ النسبي في السلطة الذي خلّفه موت فرناندو الثاني في عام 1516، وقفت طبقة النبلاء موقف التحدي أمام العائلة المالكة. في عام 1519، أُعيد إنشاء تاولا دي كانفي مرة أخرى، لتُعرف باسم نوفا تاولا. واجه النبلاء الرفض من شعب بلنسية، لتغرق المملكة بأكملها في تمرد الإخوان المسلح والحرب الأهلية الشاملة بين عامي 1521 و1522. أُجبر السكان المسلمون في المناطق التابعة على التحول إلى المسيحية في عام 1526 بناءً على أمر تشارلز الخامس.
خلال القرن السادس عشر، شهدت بلنسية تفشي الجرائم الحضرية والريفية – التي ارتبطت بظواهر مثل العيارة، والقمار، والسرقة، والقوادة والتسول الكاذب – بالإضافة إلى قطاع الطرق من النبلاء الذين سعوا وراء الانتقام والتنافس بين العائلات الأرستقراطية.
خلال القرن السادس عشر أيضًا، استهدف قراصنة شمال إفريقيا ساحل مملكة بلنسية بأكمله، ما أجبر المملكة على تحصين هذه المواقع. بحلول أواخر عشرينيات القرن السادس عشر، أدى النشاط المكثف للقراصنة البربريين، إلى جانب الصراعات الداخلية واعتماد شبكات التجارة العالمية على المحيط الأطلسي على حساب البحر الأبيض المتوسط، إلى فقدان المدينة قوتها الاقتصادية. بالإضافة إلى ذلك، مهدت عمليات القرصنة هذه الطريق لنشأة القرصنة المسيحية التي أعقبت تلك الفترة، لتصبح بلنسية إحدى قواعدها الرئيسية في منطقة البحر الأبيض المتوسط الإيبيري. أدى التهديد البربري – بدعم عثماني في البداية – إلى خلق حالة كبيرة من انعدام الأمن على الساحل، إذ بقي هذا التهديد قائمًا حتى ثمانينيات القرن السادس عشر.
تعمقت الأزمة خلال القرن السابع عشر مع طرد المورسكيين في عام 1609، الذين يُعتبرون أحفاد السكان المسلمين المتحولين إلى المسيحية. اتبعت الحكومة الإسبانية حملة ممنهجة لإجبار المورسكيين على مغادرة المملكة إلى شمال إفريقيا المسلمة. تمركز هؤلاء في تاج أراغون السابق، على وجه التحديد في مملكة بلنسية، إذ شكلوا ما يقارب الثلث من إجمالي السكان. أدى طرد المورسكيين إلى التدهور المالي لبعض النبلاء في بلنسية وإفلاس تاولا دي كانفي في عام 1613.
بلغ انحدار المدينة أدنى مستوياته مع نشوء حرب الخلافة الإسبانية (1702-1709)، التي يمكن اعتبارها نهاية الاستقلال السياسي والقانوني لمملكة بلنسية. خلال حرب الخلافة الإسبانية، وقفت بلنسية إلى جانب حاكم الإمبراطورية الرومانية المقدسة التابع لآل هابسبورغ، تشارلز النمساوي. تعهد الملك تشارلز النمساوي بحماية قوانين (فورس) مملكة بلنسية، ليتمكن من كسب تعاطف نسبة كبيرة من سكان بلنسية. في 24 يناير 1706، قاد تشارلز موردونت، إيرل بيتربورو الثالث وإيرل مونماوث الأول، مجموعة من الفرسان الإنجليز إلى مدينة بلنسية منطلقين جنوبًا من برشلونة، ليستولي على القلعة القريبة في مرباطر ويخدع جيش بوربون الإسباني الذي اضطر إلى الانسحاب. 
تمكن الإنجليز من السيطرة على المدينة طوال 16 شهر وأحبطوا محاولات عديدة لطردهم. بعد انتصار البوربون في معركة المنسى في 25 أبريل 1707، أخلى الجيش الإنجليزي بلنسية وأمر الملك فيليب الخامس بإبطال قوانين الفورس الخاصة ببلنسية كعقاب للمملكة على دعمها تشارلز النمساوي. بموجب مراسيم نويفا بلانتا، أصبحت جميع مواثيق بلنسية القديمة باطلة لتخضع المدينة من الآن فصاعدًا للميثاق القشتالي، على غرار المناطق الأخرى التابعة لتاج أراغون.
شهدت بلنسية تعافيًا في اقتصادها خلال القرن الثامن عشر مع نمو صناعة الحرير المنسوج والبلاط الخزفي. ازدهرت صناعة الحرير خلال هذا القرن، إذ حلت بلنسية محل طليطلة باعتبارها المركز الرئيسي لتصنيع الحرير في إسبانيا. يمكن اعتبار قصر العدل مثالًا على الرخاء الذي شهدته فترات حكم البوربون الأكثر ازدهارًا (1758-1802) خلال حكم تشارلز الثالث. شهد القرن الثامن عشر عصر التنوير في أوروبا، الذي استطاعت مبادئه الإنسانية التأثير في رجال مثل غريغوري مايانز وبيريز باير في بلنسية، اللذين تراسلا بشكل مستمر مع كبار المفكرين الفرنسيين والألمان في ذلك العصر.

## الهندسة المعمارية

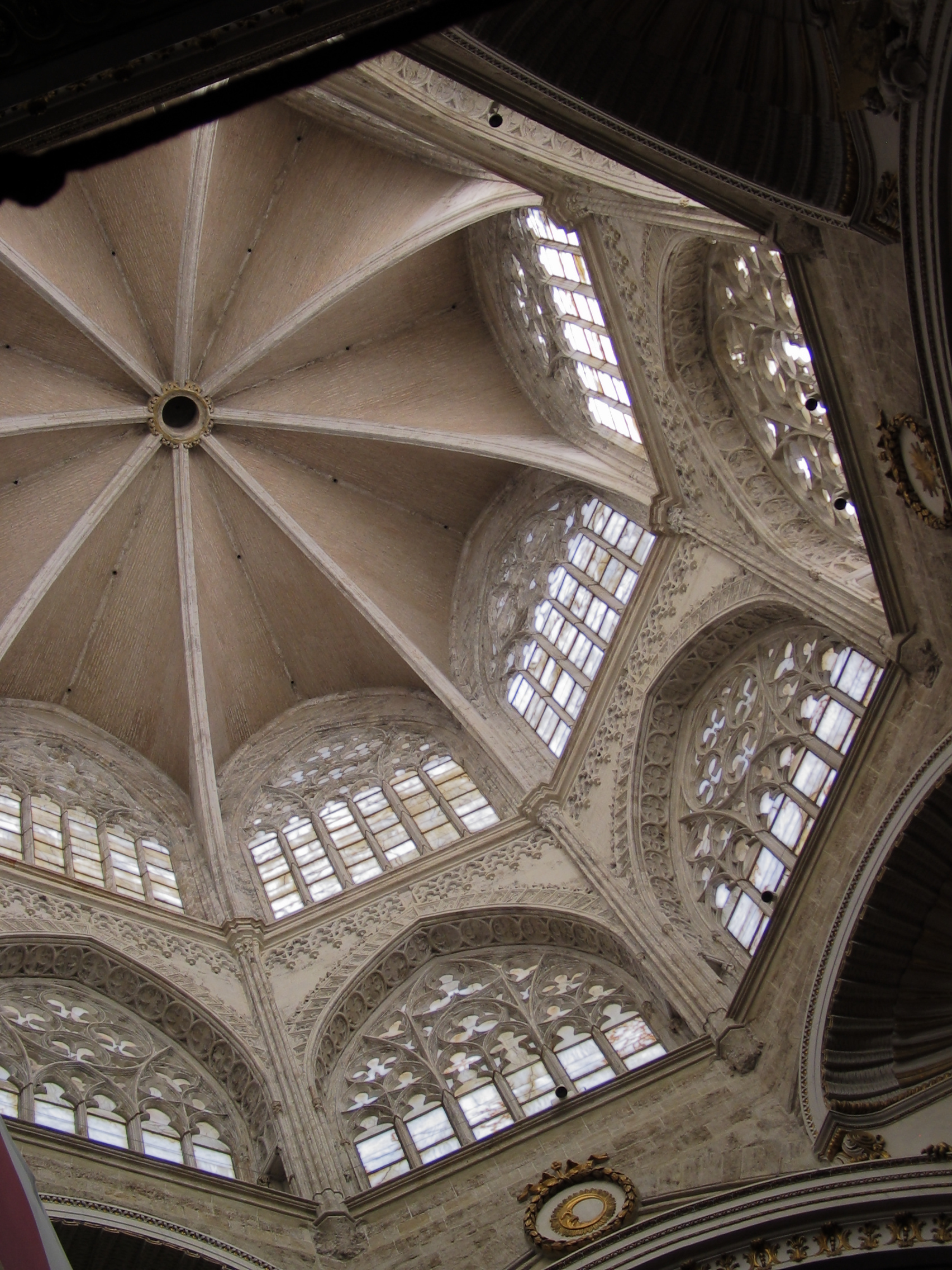
كاتدرائية بلنسية.

تحتوي الكتدرائية منارة كبيرة متبقية من الجامع الذي كان للمسلمين. الشوارع القديمة للباريو ديل كارمن تحتوي مباني يعود تاريخها إلى الرومانية والعربية. بنيت كاتدرائية بلنسية (كاتدرائية العذراء) بعد الاسترداد بين القرن الثالث عشر والقرن الخامس عشر، في المقام الأول من النمط القوطي ولكن يحتوي على عناصر من التكلف وعمارة رومانسكية.
صنف اليونسكو (Lonja de la Seda) موقعَ تراثٍ عالمي. السوق المركزية (Mercado central) هي واحدة من أكبر في أوروبا. ويوجد في بلنسية مدينة الفنون والعلوم وهي مجموعة بنايات ثقافية حديثة.

## في الأدب
دخل آل سيد وهو أحد الفرسان القشتاليين مدينة بلنسية بعد خضوع أميرها ذو النون، فأقام المحارق وعاث فيها نهبًا وتقتيلًا. بعد حصارٍ مطول دام سنوات، استفحلت الأوبئة بالمدينة وأتى سكانها على أكل الجيفة والجرذان، في مشهد مأساوي طبع الشاعر ابن خفاجة الذي رثى المدينة باكيا:
الأغنية من ألبوم الجنة الضائعة لفرقة محمد الأمين الإكرامي وكابيلا دي مينيسترس، الموسيقى والشعر الأندلسي من بلنسية في القرن الحادي عشر.
وقد قال فيها ابن الزقاق البلنسي:
و ذكرت في قصيدة أبو البقاء الرندي لكل شيء إذا ماتمّ (رثاء الأندلس) التي نظمها بعد سقوط عدد من المدن الأندلسية
حتى قال